# Tripladenia
Tripladenia D.Don är ett släkte i tidlösefamiljen från östra Australien. Det innehåller endast en art, Tripladenia cunninghamii D.Don, som är nära besläktad med Schelhammera R.Br. och Kuntheria Conran & Clifford, och har ibland behandlats i det inte längre erkända släktet Kreysigia Rchb.
Dessa tre släkten har tidigare förts till samma familj som liljekonvaljen, men genetiska jämförelseroch kemiska undersökningar placerar den med säkerhet i familjen Colchicaceae.